# 鬼車 (ライブラリ)
鬼車（おにぐるま、英語: Oniguruma）は、K.Kosakoが開発していた正規表現ライブラリである。正規表現オブジェクトごとに異なった文字コードで処理できることを特徴としている。2025年4月24日に開発終了した。
Rubyのバージョン1.9やバージョン5以降のPHPの正規表現エンジンとして採用されている。そのほかに、Atom、EDK2 UEFI、GyazMail、Take Command Console、Tera Term、TextMate、SubEthaEditをはじめとするソフトウェアにも組み込まれている。

## 鬼雲
鬼雲（おにぐも、英語: Onigmo）は、鬼車からフォークした正規表現ライブラリであり、Perlのバージョン5.10以降で実装されている機能を含んでいる。鬼車を採用していたRubyはバージョン2.0以降で鬼雲に切り替え、機能もRubyから鬼雲にバックポートされた。